# Léon de Modène

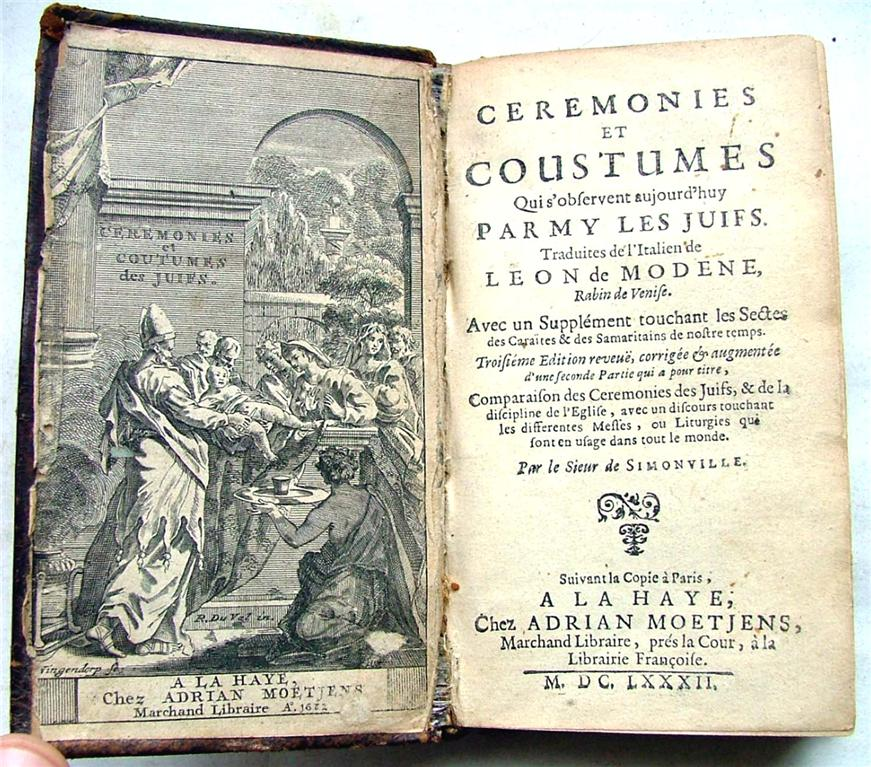
Cérémonies et coutumes parmi les Juifs de Léon de Modène, traduit par Richard Simon, 1682

Léon de Modène ou Yehudah Aryeh mi-Modena, né le 23 avril 1571 à Venise et mort le 21 mars 1648 dans la même ville, était un érudit juif vénitien de la fin du XVIe et de la première moitié du XVIIe siècle issu d'une famille dont les ancêtres ont émigré en Italie après l'expulsion des Juifs de France, et qui fut rabbin de Venise.

## Biographie
Né à Venise, il passera son enfance d'abord à Ferrare, puis à Padoue où il est envoyé à l'âge de neuf ans pour parfaire son éducation juive. Sa formation comprendra également littérature antique et italienne, musique, danse, langues. 

### Rabbin de Venise
Il s’établit à Venise en 1593 et occupa de nombreuses fonctions au sein de la communauté juive : membre de l'assemblée des rabbins, enseignant, officiant (hazzan) et prêcheur. 
En 1609, il devint rabbin de Venise. Quoiqu’il fût éminent et respecté, sa réputation au sein du judaïsme traditionnel a souffert pour de nombreuses raisons, en particulier du fait de sa critique à l'encontre de certains courants naissants du judaïsme, de son penchant pour le jeu et de son caractère instable. Pour gagner sa vie, il fut à la fois enseignant auprès de Juifs et de non-Juifs, interprète, écrivain, correcteur, libraire, commerçant, musicien, marieur et fabricant d'amulettes.

### Œuvres
En 1619 il publie une tragédie Esther, qu'il dédie à la « noble juive vénitienne Sara Copia Sullam. »
Il publia à Paris en 1637 un ouvrage présentant au large public les rites et les coutumes des Juifs de son temps et qui s'intitule Historia de gli riti hebraici.
Cet ouvrage fut traduit de l'italien par Richard Simon en 1674 et publié sous le titre : Cérémonies et coutumes qui s'observent aujourd'hui parmi les juifs, avec un supplément touchant les sectes des caraïtes et des samaritains de notre temps. Il permit entre autres la redécouverte de l'Orient et des religions non-chrétiennes à travers une vision presque ethnographique qui décrit objectivement le judaïsme indépendamment des préjugés antisémites du XVIIe siècle. Cette vision préfigure ainsi l’état d'esprit qui conduira jusqu’à la critique biblique et à une vision désacralisée des textes religieux.
Dans le supplément qu'il consacre aux caraïtes, Richard Simon affirme qu'ils seraient « les protestants du judaïsme rabbanite », étant donné qu'ils rejettent le Talmud ou loi orale.
Le livre fut réédité en 1681 et Richard Simon ajouta une seconde partie où il établit les rapports existant entre la liturgie chrétienne et le judaïsme.